# NGC 583
NGC 583 est une galaxie lenticulaire située dans la constellation de la Baleine. NGC 583 a été découverte par l'astronome américain Francis Leavenworth en 1886.

## Caractéristiques
Sa vitesse par rapport au fond diffus cosmologique est de 6 690 ± 65 km/s, ce qui correspond à une distance de Hubble de 98,7 ± 7,0 Mpc (∼322 millions d'al).